# Dampierre (Calvados)
Dampierre è un ex comune francese di 118 abitanti situato nel dipartimento del Calvados nella regione della Normandia. Dal 1º gennaio 2017 è stato accorpato con i comuni di La Lande-sur-Drôme, Saint-Jean-des-Essartiers e Sept-Vents per formare il comune di Val de Drôme, del quale costituisce comune delegato.  

## Società

### Evoluzione demografica
Abitanti censiti